# Stigmella kuznetzovi
Stigmella kuznetzovi là một loài bướm đêm thuộc họ Nepticulidae. Loài này có ở Turkmenistan.
Ấu trùng ăn Acer species.